# Karl XII:s andra norska fälttåg
Karl XII:s andra norska fälttåg var ett svenskt anfall mot Norge under hösten 1718. Detta var andra gången den svenske kungen Karl XII anföll Norge, ett tidigare misslyckat försök hade gjorts 1716, men den gången hade svenskarna inte det artilleriunderstöd som krävdes. Man hade även försökt anfalla Kristiania över vatten, men isarna var inte tillräckligt starka. 1718 års fälttåg började framgångsrikt, men då kungen stupade den 30 november beslöt man att dra sig tillbaka till Sverige.

## Bakgrund och förberedelser
Det till synes enda sättet att ta Sverige ur det svåra läget 1718 var att tvinga Danmark-Norge till fred. Då skulle blockaden av de svenska kusterna i stort sett upphöra, flottan kunde röra sig fritt igen, och trupper frigöras för att befria Finland och de svenska provinserna i Tyskland som ockuperats av allierade trupper.
Sedan hösten 1716 hade Karl XII haft planer på att genomföra ett andra fälttåg mot Norge, men på grund av en mängd förberedelser kom anfallet att dröja. Inte ens för sina högsta befälhavare avslöjade Karl XII avsikterna med ett andra norskt anfall, men spekulationer och rykten spreds bland de svenska leden. Fredrik av Hessen, som vid tidpunkten var generalissimus över armén, avrådde ett norskt anfall, då han hänvisade till misslyckandet 1716. En annan orsak till avrådandet, och som delades av många andra officerare, var den svårframkomliga norska terrängen. Fredrik av Hessen ansåg istället att man skulle angripa Ryssland och ta tillbaka de förlorade Östersjöprovinserna. Till detta var Karl XII mycket kritisk och menade att ett sådant företag inte skulle lyckas så länge Danmark-Norge fortfarande var i krig mot Sverige.
Tidpunkten för operationen bestämdes till hösten 1718 då skördarna var bärgade, ladorna fulla och hästar och manskap kunde användas för annat. Planeringen började tidigt och sträckte sig framom det tänkta ögonblick då Norge redan var ockuperat; därför samlades mycket stora matförråd på strategiska ställen. Stockholm och Göteborg fick på hösten samma år order om att till den 1 juni 1719 ha 100 000 tunnor importerat spannmål i nybyggda magasin. Göteborgsförråden skulle användas för trupperna i Norge.
En helt ny armé ställdes på fötter, totalt cirka 65 000 man. Nu enrollerades unga män som tidigare kommit undan som studenter som inte kunde visa studieresultat eller arbetare på adelns gods. Nicodemus Tessin den yngre klagade över att hans trädgårdslärlingar värvades. Kungen svarade att  det var bättre än att kvalificerade ryska trädgårdsmästare så småningom tog över hela Tessins anläggning. Huvuddelen av de nya rekryterna kom från indelningsverket. Hela regementen måste sättas upp på nytt som till exempel drabantkåren som lidit oerhörda förluster under de tidigare fälttågen. Den tekniskt modernaste enheten i den nya armé som Karl XII ställde på fötter var artilleriet. Generalmajoren Carl Cronstedt hade med hjälp av franska experter utvecklat helt nytt artilleri med de största pjäser som dittills gjutits i Sverige, 18 stycken fyrtioåtta pundiga kanoner. Varje regemente fick också Cronstedts snabbskjutande tre och sexpundiga pjäser.
År 1718 hade Karl XII fått ihop en betydande armé till sitt planerade norska fälttåg, men kungen lät några förband lämnas kvar i Sverige för att skydda Skåne och Stockholm. Dessutom lät Karl XII den svenska flottan ligga beredd i Karlskrona, ifall tsar Peter skulle låta anfalla Sverige till sjöss. På grund av den danska-norska flottan, kunde inte Karl XII transportera förnödenheter via havet; istället uppfördes stora magasin vid bestämda platser vid den norska gränsen. Huvudförrådet fanns i Strömstad och depåer uppfördes i Västra Ed, Holmedal, Eda och Duved. Förråden planerades räcka i sex månader och de innehöll exempelvis livsmedel och 65 000 ton foder till hästarna. Allmogen i nästan hela landet drogs in i arbetet. För att fylla förråden, krävdes 120 000 vagnslaster och det var bönderna som skulle köra dessa vagnar. Landshövdingarna i alla län engagerades också i arbetet. De skulle skaffa fram vad som behövdes lokalt. Mat, foder och hästar skulle betalas ordentligt. Men det var ett svårt och känsligt arbete eftersom skördarna 1717 och 1718 inte var de bästa. Betalningen var i nödmynt men bönderna fick också rätt att betala nästa års skatter i sådana mynt, varför de inte kände sig missnöjda, i synnerhet som de nu fick kontant betalning för sådant som kronan egentligen kunde konfiskera utan vidare. Missnöjet mot Karl XII var inte särskilt stort bland bönderna som av tradition föredrog en stark kung framför många "småkungar", det vill säga högadelns män.
Från oktober till december 1718 arbetade cirka 15 000 bönder med 60 000 hästar varje dag med arméns transporter. Med dessa förråd tillgängliga var dock bara halva problemet löst. Maten och förnödenheterna måste nå trupperna inne i Norge också då striderna kommit igång. Varje regemente bestod av omkring 1 200 man. Varje man åt cirka tio kg livsmedel i veckan, vilket blev femton ton i på en vecka. Sex veckors mat åt ett enda regemente krävde 180 vagnar. Normalt hade ett regemente femtiotvå vagnar de flesta användes för ammunition, för de sjuka, tält osv. Bara en tredjedel lastades med livsmedel. Eftersom man skulle medföra mycket större förråd än vanligt och detta på oerhört dåliga vägar var man tvungen att göra allting annorlunda än förut. I Turkiet hade kungen märkt särskilda packsadlar, vilka han lät masstillverka och tilldela trossen. Packsadlarna underlättade transporterna av förnödenheterna mellan magasinen och krigsskådeplatsen. Karl XII:s plan var att stanna kvar i Norge så länge som möjligt för att invänta vintern och våren, då den norska armén skulle få problem med försörjningen. Karl XII ville utnyttja vinterns kyla, då kärr och vattendrag skulle frysa. General Johan August Meijerfelt var emellertid kritisk till ett vinterfälttåg och ett norskt fälttåg överhuvudtaget. Karl XII fortsatte dock att hålla planerna för sig själv. I juni 1718 träffade Karl XII minister Görtz i Strömstad. Ministern hade rest från Åland och hade med sig förslag från den ryske tsaren. Då Karl XII inte kunde acceptera tsarens förslag skickades Görtz tillbaka till ön.

### Planering med galärflottiljen samt anfallet mot Norge
För att anfalla Fredrikshald från havet, ville Karl XII att den svenska galärflottiljen skulle förberedas. Varken svenskar eller danskar kunde ta sig in i Idefjorden, då inloppet vid Svinesund spärrades av två skansar, en norsk och en svensk. Därför bestämde sig Karl XII för att dra flottiljen över land med hjälp av stockar hela vägen från Strömstad till Trångstrandsviken, vilken är en sträcka på två och en halv mil. Detta arbete startade den 26 juni och fartygen var i havet två veckor senare. Fienden hade upptäckt det högljudda arbetet i skogarna och överraskningsmomentet var borta. De svenska fartygen blev genast angripna av dansk-norska trupper och Karl XII, som stod på stranden tillsammans med Fredrik av Hessen och minister Görtz, fick kinden rispad av en fiendekula. De svenska fartygen krossades dock inte, men blev tvungna att dra sig undan. De mindre svenska fartygen var transporterade genom skogarna och stod klara i havet i början av juli. Karl XII deltog aktivt i detta arbete.
Mot södra Norge skulle 40 000 svenska soldater sättas in och i Jämtland hade generallöjtnant Carl Gustaf Armfeldt 8 000 man. Fienden hade 34 000 man, vilka var uppdelade på två arméer; 28 000 soldater försvarade södra Norge och resten fanns i Nordnorge. Den svenska huvudarmén var uppdelad på tre grupper; general Carl Gustaf Dückers fanns i Strömstad, generallöjtnant Henrik Otto von Albedyls fanns i Holmedal och Karl XII:s fanns i Västra Ed. Det var planerat att Armfeldts armé skulle sättas i rörelse den 4 augusti 1718, men tidpunkten valdes inte på måfå. På grund av förseningar och problem med insamlandet av packhästar, kom armén inte iväg förrän den 15 augusti och vid den tidpunkten hade redan en tredjedel av provianten förbrukats. Armfeldt skulle ta Trondheim och säkra Tröndelag från fienden.
Detta skulle ske inom sex veckor. Armfeldts mannar gick från Duved till Stene skans, vilken de intog. Soldaterna erövrade ytterligare en skans några dagar senare, men marschen var svår. De norska soldaterna hade ställt till med problem genom att hugga ned träd i redan besvärliga områden. Karl XII var emellertid missnöjd över Armfeldts prestation och menade att Trondheim borde erövras så fort som möjligt. Armfeldt var ändå skeptisk till anfallet av Trondheim, då fienden hade starkt fäste där och dessutom led hans mannar av dåliga skor, strumpor och brist på föda. Armfeldt beslöt sig därför att avvakta och skära av kommunikationerna till Trondheim via land.

## Anfallet mot Fredrikstens fästning
Den 30 oktober tog sig Karl XII in i Norge med en kavalleristyrka och strax därefter. Dessa styrkor träffade inte på något starkare fientligt motstånd, då fienden hade dragit sig tillbaka på andra sidan Glommen. Istället träffade svenskarna på dåliga vägar, orsakade av sommarens och höstens regn, och dessutom hade norrmännen bränt området mellan Svinesund och Glommen samt tömt detta på allt livsmedel. I början av november var svenskarna framme vid Halden, som på den tiden hette Fredrikshald. I Fredrikshald fanns den norska fästningen Fredriksten, som kallades "Norges nyckel", då den som behärskade fästningen, kunde kontrollera Idefjorden och södra Norge. Omkring fästningen Fredriksten fanns flera mindre fort och fästen, det vill säga Mellemberget, Gyldenlöwe och Overberget, dit de norska soldaterna från Ideslätten dragit sig. 

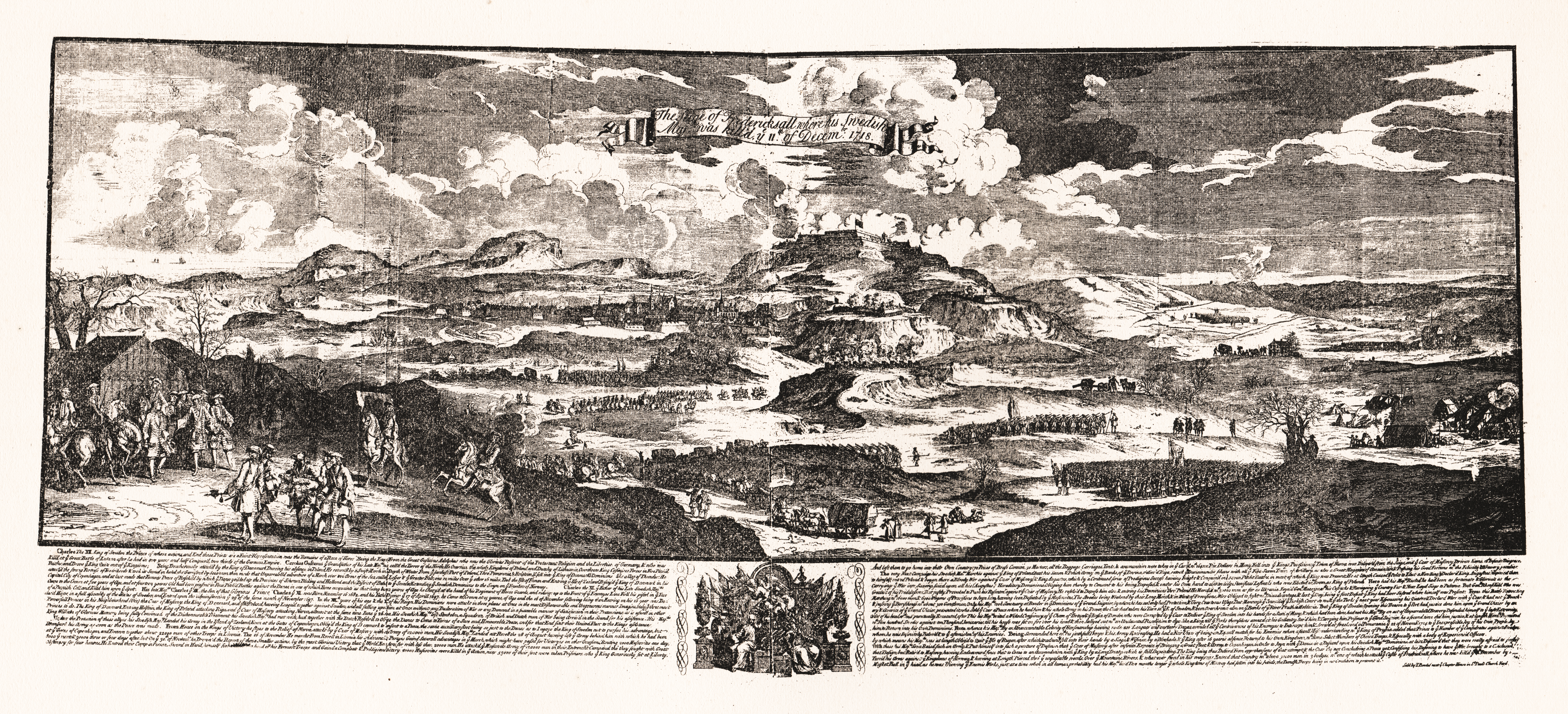
Svenska trupper under Karl XII:s befäl belägrar Fredrikstens fästning. Samtida kopparstick.

Vid den här tidpunkten hade dessutom generallöjtnant Albedyl och general Dücker gått över den norska gränsen med respektive grupper. I början av november behärskade därför svenskarna området öster om Glommen. Det fanns ett mindre antal norska avdelningar på den östra sidan, vilka Karl XII ville jaga bort mot andra sidan om Glommen. I Idefjorden hade de danska fartyget gett upp och därmed var Fredriksten enda målet för svenskarna innan svenskarna skulle vända sig mot Kristiania. Belägringen av fästningen inleddes den 20 november. Karl XII lät anfalla fortet Gyldenlöwe under fyra dygn innan han själv och tvåhundra grenadjärer intog fortet den 27 november.
Philippe Maigret, en fransk belägringsexpert, blev chef för den tekniska delen av belägringen av Fredriksten och på dennes inrådan, började de svenska soldaterna gräva löpgravar mot fästningen. Generalmajor Carl Cronstedt blev befälhavare över det svenska artilleriet, som snart kom på plats vid krigsskådeplatsen. Under natten till den 30 november grävde 400 svenskar löpgravarna i sicksack. Under den här natten stupade bland många andra löjtnant Carl Wilhelm Drakenhielm, som var ett av befälen i grävandet av löpgravarna.

### Karl XII stupar
Under morgonen den 30 november var den gamla linjen färdiggrävd. Den gick parallellt med fästningen och den skulle anslutas till den kommande nya linjen med en tvärgång, vilken även var färdig. Klockan två på morgonen kom Karl XII från löpgravarna till högkvarteret i Tistedalen. Han skrev under några timmar och bytte uniform. Därefter åtog han sig en stunds vila innan han deltog i gudstjänsten i Tistedalens kyrka. Karl XII åt sedan middag tillsammans med några generaler, däribland Fredrik av Hessen. Vid fyratiden på eftermiddagen, red kungen med sex officerare tillbaka till löpgravarna. Karl XII var oroad över arbetet, han bad exempelvis löjtnant Bengt Wilhelm Carlberg att "gå och se vad de söla efter" och till Maigret sade kungen att skynda på med arbetet. Maigret försökte dock lugna kungen och sade att fästningen skulle falla inom åtta dagar. Till det sade kungen endast tankfullt: "Vi får väl se". Karl XII gick litet senare till ett skjul i närheten av det fallna Gyldenlöwe för att vila.
Efter aftongudstjänsten återkom kungen till löpgravarna vid sjutiden. Han gick till den gamla linjen för att bättre kunna övervaka arbetet med den nya linjen. Mellan klockan åtta och nio kom taffeltäckaren Johan Hultman till löpgravarna för att servera aftonmåltid till kungen. Karl XII hade låtit bord och stolar utplaceras i löpgraven för att underlätta måltiden och det fanns till och med en säng i löpgraven, ifall kungen ville ta en stunds vila. För att kunna överblicka arbetet bättre, klättrade kungen upp på bröstvärnet genom att sparka in fötterna i lerväggen och sätta armarna på toppen av bröstvärnet. Under honom stod Maigret, generalmajor Philip Bogislaus von Schwerin, generaladjutant Johan von Kaulbars, gardeskapten Knut Posse, fortifikationskapten Philip Schultz och generaladjutant André Sicre. Efter en stund kom Carlberg till kungen. Kring klockan halv tio på kvällen blev Karl XII skjuten av en kula i den vänstra tinningen med utgångshål genom den högra. Skottet var direkt dödande. Omedelbart utbrast Kaulbars: "Herre Jesus" och Schwerin grep Carlberg om armen. En bår hämtades och kungen täcktes av soldatkappor och André Sicre täckte kungens ansikte med sin hatt och peruk. Sicre tog själv kungens genomskjutna hatt. Det kungliga liket fördes till Tistedalen av Carlberg och tolv omedvetna bårbärare. I en brant backe halkade bärarna och soldatkapporna samt peruken föll av. Carlberg fick kungen över sig och bårbärarna kände igen liket. Carlberg sade till dem att inte avslöja händelsen för någon. Klockan ett på natten kom båren fram till Tistedalen och lades ned på bygatan. Schultz, Carlberg, en tjänare och en livvakt förde båren till ett hus, kallat "Kungshuset". Liket fördes in i huset, där von Schwerin och livmedikus Melchior Neumann fanns. På kvällen den 4 december lades kungen i en furukista och två dagar senare startade hemmarschen mot Sverige.

## Återtåget till Sverige
250 man eskorterade det kungliga liket till Uddevalla, där Neumann balsamerade kroppen. Tåget var framme i Uddevalla den 13 december och två veckor senare började Neumanns balsamering, då Ulrika Eleonoras godkännande krävdes. Den 2 januari 1719 började marschen mot Stockholm, dit eskorten anlände den 27 januari.
Armfeldts soldater, som vid kungens dödsfall befann sig i Haltdalen, bröt upp den 28 december. Armfeldts 6000 soldater marscherade genom gårdarna ovanför Floren kapell i Tydal. Denna marsch var tre mil lång och på grund av det kalla vädret, dog tvåhundra man på fjället. På nyårsafton var Armfeldts armé samlad i Ås och Østby längst upp i Tydal. En förtrupp på fjorton skidåkare skickades över till Jämtland för att förbereda arméns tillbakamarsch. På nyårsdagens morgon bröt Armfeldt upp från Østby och avståndet till destinationen Handöl var närmare femtiofem kilometer. Med sig hade Armfeldt den norske vägvisaren Lars Bersvendsen Østby. Under eftermiddagen bröt en nordvästlig storm ut som blåste upp den lösa snön och föranledde dålig sikt. På grund av sikten och kölden, slog Armfeldt läger på Öjfjällets nordsida, vid Essandsjön. På grund av brist på ved, tvingades soldaterna att använda gevärskolvar. Under denna natt frös närmare 200 soldater ihjäl. Ovädret fortsatte nästa dag då huvuddelen av manskapet kom fram till den svenska gränsen och slog läger vid Enaälven. Stormen höll i ännu den 3 januari och soldater och hästar fortsatte att stupa. Samtidigt tog sig Armfeldt och de första mannarna fram till Handöl, dit huvuddelen överlevande ankom den 4 och 5 januari. Bakom dem låg 3000 svenska soldater ihjälfrusna kvar på fjället. Under den fortsatta marschen mot Duved, dog ytterligare 700 soldater. 2100 soldater överlevde det som idag kallas "Karolinernas dödsmarsch" eller "Katastrofen på Öjfjället", av dem blev cirka 600 invalidiserade.